# Dusona crassipes
Dusona crassipes är en stekelart som först beskrevs av Thomson 1887.  Dusona crassipes ingår i släktet Dusona och familjen brokparasitsteklar. Inga underarter finns listade i Catalogue of Life.